# Гарсия-Маргальо, Хосе Мануэль
Хосе́ Мануэ́ль Гарси́я-Марга́льо и Марфи́ль (исп. José Manuel García-Margallo y Marfil; 13 августа 1944, Мадрид) — испанский политик, член Народной партии. Министр иностранных дел Испании в 2011—2016 годах.
Гарсия-Маргальо получил юридическое образование. В 1977—1979 годах был депутатом Конгресса депутатов от партии «Союз демократического центра», затем до 1982 года председательствовал в петиционном комитете нижней палаты испанского парламента. В 1986—1994 годах был заместителем председателя комитета по вопросам экономики и финансов Европейского парламента. С 1994 по декабрь 2011 года был депутатом Европейского парламента. 21 декабря 2011 года после победы своей партии на выборах в октябре 2011 года получил портфель министра иностранных дел в кабинете Рахоя.